# 海达瓜依
海達瓜依（英語：Haida Gwaii，源自海達語：X̱aayda gwaay，意为“海達人之島”），原名夏洛特王后群岛（Queen Charlotte Islands），是加拿大西海岸的一个群岛，由较北的格拉汉姆岛和较南的莫尔斯比岛，以及周边的120多座小岛组成，属不列颠哥伦比亚省管辖。
该群岛東南隔夏洛特王后灣与温哥华岛分开，東隔赫卡特海峡同不列顛哥倫比亞省本土相望。该群岛是海達族的聚居地，也是格瓦伊·哈纳斯国家公园的所在，以盛产各种名贵树木而闻名。群岛人口3500人，主要以林业和渔业为生。
1774年，该群岛首次被西方探险家发现，1778年，詹姆斯·库克船长曾抵达该群岛。1784年，乔治·迪克森对该群岛进行了首次勘测，并以其船队中的一艘船“夏洛特王后号”之名为其命名。
2010年6月3日，“海達瓜依和解法”正式将群岛更名为海達瓜依，是不列颠哥伦比亚省与海达人民和解协议的一部分。